# Élections législatives andorranes de 2015
Les élections législatives de 2015 en Andorre (Eleccions al Consell General d'Andorra de 2015) se sont tenues le 1er mars 2015, afin d'élire les vingt-huit membres de la septième législature du Conseil général.

## Système électoral

### Mode de scrutin
Le Conseil général se compose de vingt-huit députés élus pour un mandat de quatre ans, selon un mode de scrutin parallèle. Quatorze sièges sont pourvus au scrutin majoritaire plurinominal, à raison de deux pour chacune des sept circonscriptions dite « paroissiales ». Le reste des députés est élu au scrutin proportionnel suivant la méthode du plus fort reste dans une circonscription unique qui se compose de l'ensemble du territoire national.

### Vote à distance
Ces élections législatives sont les premières à être ouvertes aux Andorrans résidant à l'étranger. Le vote à distance est possible pour les étudiants, les travailleurs temporaires et les résidents permanents habitant à l'étranger. Les électeurs doivent fournir une preuve de leur résidence à l'étranger. Après vérification de la demande, les autorités envoient le matériel nécessaire au vote. Le gouvernement a estimé que 300 à 500 personnes pourraient être concernées par ce vote à distance. Le vote à distance a été ouvert le 4 décembre 2014.

## Principaux partis et chefs de file
| Formation | Formation                                                                     | Chef de file                      | Résultats de 2011           |
| --------- | ----------------------------------------------------------------------------- | --------------------------------- | --------------------------- |
|           | Démocrates pour Andorre (DA) Demòcrates per Andorra                           | Antoni Martí Chef du gouvernement | 53,26 % des voix 20 députés |
|           | Coalition Ensemble (PS + Verts + IC + I) Coalició Junts (PS + Verds + IC + I) | Pere López Agràs                  | 37,17 % des voix 6 députés  |
|           | Parti libéral d'Andorre (PLA) Partit Liberal d'Andorra                        | Josep Pintat Forne                | -                           |
|           | Démocratie sociale et progrès (SDP) Socialdemocràcia i Progrés                | Víctor Naudi Zamora               | -                           |

## Résultats
|                           |                                          |                 |                 |                 |                 |           |           |           |               |       |               |
| Partis                    | Partis                                   | Proportionnelle | Proportionnelle | Proportionnelle | Proportionnelle | Paroisses | Paroisses | Paroisses | Paroisses     | Total | +/-           |
| Partis                    | Partis                                   | Voix            | %               | +/-             | Sièges          | Voix      | %         | Sièges    | +/-           | Total | +/-           |
|                           | Démocrates pour Andorre                  | 5 448           | 37,03           | 18,12           | 5               | 5 662     | 39,36     | 10        | 2             | 15    | 5             |
|                           | Parti libéral d'Andorre-Union Laurediana | 4 073           | 27,68           | 27,68           | 4               | 3 962     | 27,54     | 4         | 2             | 8     | 6             |
|                           | Coalition Junts (PS + Verts + IC + I)    | 3 462           | 23,53           | 11,27           | 3               | 3 393     | 23,59     | 0         | en stagnation | 3     | 3             |
|                           | Démocratie sociale et progrès            | 1 728           | 11,74           | 11,74           | 2               | 1 367     | 9,50      | 0         | en stagnation | 2     | 2             |
|                           |                                          |                 |                 |                 |                 |           |           |           |               |       |               |
| Suffrages exprimés        | Suffrages exprimés                       | 14 711          | 91,46           |                 |                 | 14 384    | 89,49     |           |               |       |               |
| Votes blancs et invalides | Votes blancs et invalides                | 1 373           | 8,54            | 1 689           | 10,51           |           |           |           |               |       |               |
| Total                     | Total                                    | 16 084          | 100             | -               | 14              | 16 073    | 100       | 14        | en stagnation | 28    | en stagnation |
| Abstentions               | Abstentions                              | 8 428           | 34,39           |                 |                 | 8 439     | 34,43     |           |               |       |               |
| Inscrits / participation  | Inscrits / participation                 | 24 512          | 65,61           | 24 512          | 65,57           |           |           |           |               |       |               |

### Conséquences
Le parti du Premier ministre sortant Antoni Martí, les Démocrates pour Andorre (DA), arrive en tête du scrutin. Il perd cependant de nombreuses voix par rapport aux élections de 2011, obtenant 37,03 % au niveau national contre 55,15 % en 2011. Le mode de scrutin lui permet malgré cette chute de garder la majorité absolue au Conseil général avec 15 députés sur 28. Le parti libéral d'Andorre arrive en deuxième position, reléguant le PS et sa coalition à la troisième place.